# Quartier Général-Sabatier
Le quartier Général-Sabatier est une base militaire au cœur de Lyon créée en 1887 et hébergeant le 7e régiment du matériel, spécialisé dans le soutien technique en zone montagneuse.

## Histoire
L'arsenal de la Mouche et sa caserne sont créées dans le quartier de Gerland en 1887 ; ce quartier est choisi pour sa proximité avec les voies ferrées. 
Durant la Première Guerre mondiale, il est utilisé pour le remplissage des munitions (obus de 75) et leur expédition.

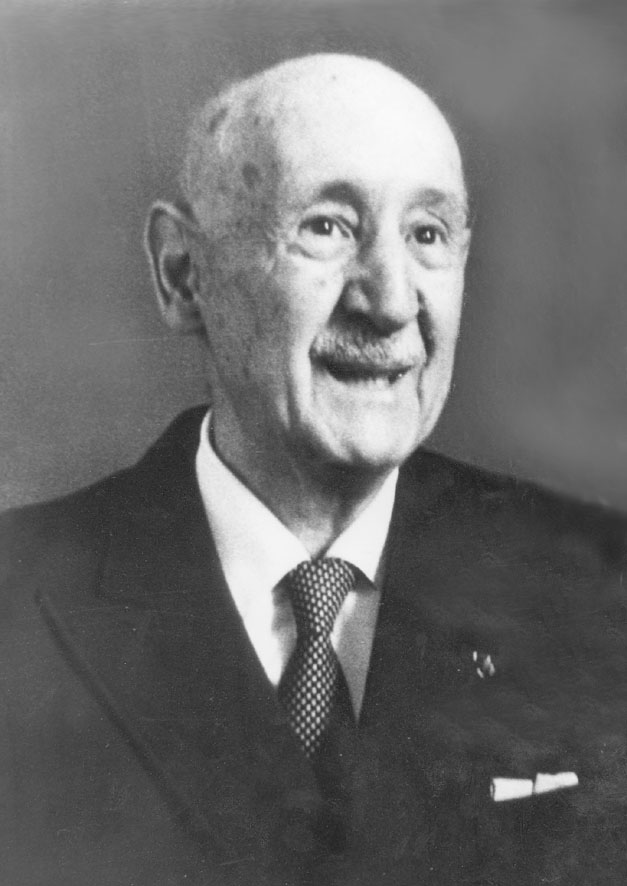
Portrait d'Henri Sabatier.

L’arsenal devient Parc d’Artillerie Régional de Lyon en 1918 puis Parc Régional de Réparation et Entretien du Matériel entre 1929 et 1933. Le quartier de la Mouche devient Établissement régional du Matériel (ERM) en 1946, puis Établissement du Matériel de Lyon en 1994. En septembre 1986, le quartier est baptisé quartier Ingénieur-Général-Sabatier, du nom d'Henri Sabatier.

## Galerie

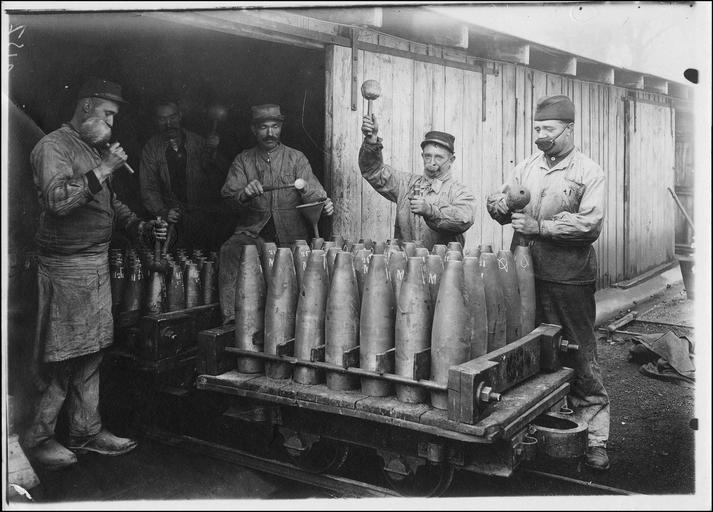
Tassage de la poudre dans les obus en octobre 1915
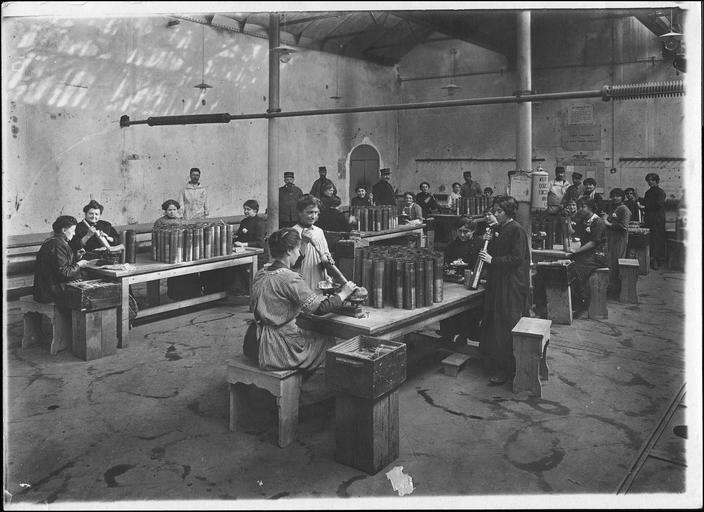
Tassage de la poudre dans les obus en octobre 1915
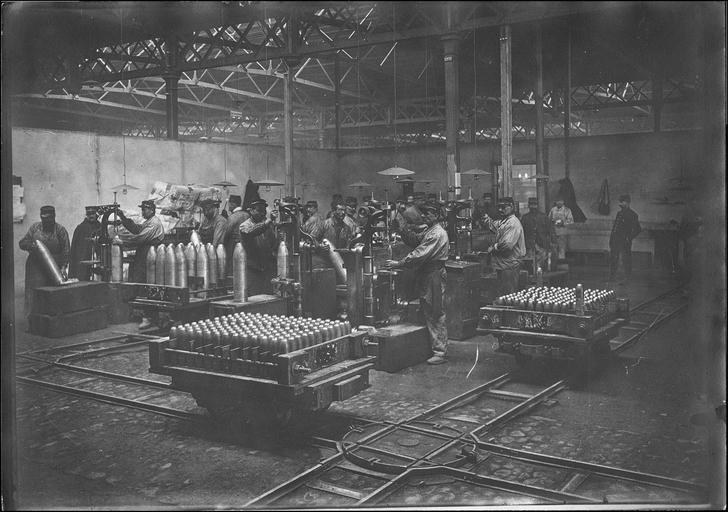
Atelier de goupillage et de perçage des obus de 155 et 75 en octobre 1915